# Football Manager 2008
Football Manager 2008 is een voetbalmanagementspel in de Football Manager-reeks van Sports Interactive. In de Verenigde Staten en Canada heet het spel Worldwide Soccer Manager 2008 en in Zuid-Amerika is de titel Fútbol Manager 2008. De PSP-versie is uitgegeven onder de naam Football Manager Handheld 2008. De demo van Football Manager 2008 werd uitgebracht op 30 september 2007 en de definitieve versie volgde op 18 oktober 2007. Het vervolg in de populaire reeks werd uitgebracht op 14 november 2008 onder de naam Football Manager 2009.

## Updates
Al snel na de release van het spel bleek dat er een aantal fouten in zaten. Er werden fouten gemeld op het forum van Sports Interactive en daarom werd er een 'Beta Patch' uitgebracht. Deze patch loste niet alle problemen op, maar werd zo snel mogelijk uitgebracht om de meeste grote fouten op te lossen. Daarna was het de bedoeling dat er op 9 november 2007 een volledige update zou komen. Deze update werd echter uitgesteld en kwam uiteindelijk op 22 november.
Op 14 en 20 februari 2008 volgden de laatste patches, om nog drie fouten op te lossen. Verder bevatten deze patches de gebruikelijke updates van de database, om het spel up-to-date te houden.

## Nieuwe mogelijkheden
Een aantal van de nieuwe mogelijkheden in het spel ten opzichte van de voorganger, Football Manager 2007:
- Een radar verschijnt als men tactische wijzigingen wil doorvoeren
- Nieuwe achtergrond
- Aanvoerder en reserve aanvoerder benoemen vóór het seizoen
- Nieuw systeem voor vertrouwen van bestuur en fans
- Collectieve winstpremie´s instellen

## Speelbare competities en bekers
Afrika
- CAF Champions League
- CAF Confederation Cup
- CAF Super Cup
- Zuid-Afrika

Asia and Oceania
- AFC Champions League
- AFC Cup
- AFC President's Cup
- AFC Club Championship
- A3 Champions Cup
- OFC Champions League
- Australië
- China
- Hong Kong
- India
- Indonesië
- Maleisië
- Singapore
- Zuid-Korea

Europa
- UEFA Champions League
- UEFA Cup
- UEFA Intertoto Cup
- UEFA Super Cup
- Oostenrijk
- Belarus
- België
- Bulgarije
- Kroatië
- Tsjechië
- Finland
- Frankrijk
- Duitsland1
- Griekenland
- Hongarije
- Ierland
- IJsland
- Israël
- Italië
- Nederland
- Polen
- Portugal
- Roemenië
- Rusland
- Servië
- Slowakije
- Slovenië
- Spanje
- Zwitserland
- Turkije
- Oekraïne

Verenigd Koninkrijk
- Setanta Cup
- Engeland
- Noord-Ierland
- Schotland
- Wales

Scandinavië
- Royal League
- Denemarken
- Noorwegen
- Zweden

Noord-Amerika
- CONCACAF Champions Cup
- Superliga
- Verenigde Staten
- Canada
- Mexico

Zuid-Amerika
- Copa Libertadores
- Copa Sudamericana
- Recopa Sudamericana
- Argentinië
- Brazilië
- Chili
- Colombia
- Peru
- Uruguay

1 Het nationale team van Duitsland zit niet in het spel, omdat de rechten van dit team in handen zijn van EA Sports. De rechten van de Japanse competitie (J-League) en hun nationale team zijn exclusief gekocht door Konami, voor hun eigen game Pro Evolution Soccer.

## Nieuwe licenties
Ten opzichte van Football Manager 2007 heeft de versie van 2008 een aantal nieuwe licenties. Zo heeft Sports Interactive de rechten van de Franse competitie gekocht, zodat de echte namen van clubs, logo's en shirts van de eerste en tweede divisie beschikbaar zijn.
Verder zijn ook de echte namen van het Nederlands elftal weer beschikbaar. In het spel van vorig jaar zaten er onbekende namen bij Nederland.
Ook heeft SI de licentie´s van de Italiaanse clubs Sampdoria en Fiorentina gekocht.

## Xbox 360
Op 11 januari 2008 kondigde SI aan dat Football Manager 2008 ook naar de Xbox 360 zou komen. De releasedatum werd gepland in maart. Via Xbox Live is het mogelijk om een multiplayer spel te spelen.

## Ontvangst
| Beoordeeld door        | Platform | Datum            | Score |
| ---------------------- | -------- | ---------------- | ----- |
| IGN UK                 | Windows  | 12 oktober 2007  | 90%   |
| PC Gameplay (Benelux)  | Windows  | 25 oktober 2007  | 90%   |
| Jeuxvideo.com          | Windows  | 19 oktober 2007  | 85%   |
| PC Gamer UK            | Windows  | 27 oktober 2007  | 84%   |
| MS Xbox World          | Xbox 360 | 30 april 2008    | 80%   |
| Totally Gaming Network | Xbox 360 | 3 april 2008     | 80%   |
| Absolute Games (AG.ru) | Windows  | 12 november 2007 | 73%   |
| Avid Gamer             | Windows  | 22 november 2007 | 70%   |
| Gamestyle              | Xbox 360 | 7 juli 2008      | 70%   |
| Avid Gamer             | Xbox 360 | 15 april 2008    | 60%   |